# Jacques-Philippe Beauvais
Pour les articles homonymes, voir Beauvais (homonymie).
Cet article possède un paronyme, voir Jacques Beauvais.
Jacques-Philippe Beauvais ou de Beauvais (1736-1781) est un sculpteur français, lauréat du prix de Rome de sculpture.

## Biographie
Jacques-Philippe Dauphin de Beauvais est né à Paris. Toutes les notices biographiques le concernant le font naitre en 1739 ; toutefois, on trouve dans la reconstitution des registres paroissiaux de la Ville de Paris, un acte de naissance au nom de « Jacques-Philippe Dauphin » le 3 septembre 1736.
Il est dit le fils de Nicolas-Dauphin de Beauvais (1687-1763) appelé parfois simplement « Beauvais », graveur, sculpteur et marchand d'estampes à Paris, élève de Jean Audran, et qui fut le collaborateur de Gaspard Duchange dont il épousa la fille. Le couple eut un premier fils, Charles-Nicolas-Dauphin de Beauvais (1730-1785), également graveur.
Admis à l’Académie royale de peinture et de sculpture, il est l’élève de Guillaume Coustou ; en 1763, il remporte le second prix de sculpture puis le premier grand prix l’année suivante ; il entre ensuite à l’École royale des élèves protégés et obtient, le 25 septembre 1767 le brevet de pensionnaire de l’Académie de France à Rome : il séjourne dans la ville éternelle de décembre 1767 à juin 1772.
Avant son retour en France, il collabore à la décoration du Palais Doria-Spinola à Gênes dont il sculpte huit cariatides et des bas-reliefs.
En 1776, il reçoit la commande de l’architecte Jacques-Germain Soufflot d’un bas-relief pour le décor de l'église Sainte-Geneviève (actuel Panthéon) à Paris ; celui-ci faisait partie d’un groupe de cinq sculptures, en pierre de Saint-Leu, qui ornaient le dessous du péristyle : au centre « Sainte Geneviève distribuant du pain aux pauvres » de Jacques-Philippe Beauvais, à gauche « Sainte Geneviève reçoit une médaille des mains de Saint Germain » de Nicolas-François Dupré, à droite « Sainte Geneviève rendant la vue à sa mère » de Pierre Julien, à l’extrême droite « Saint Paul prêchant au milieu des sages de l’aréopage » de Louis Boizot et à l’extrême gauche « Saint Pierre recevant les clés » de Jean-Antoine Houdon ; l’’ensemble du décor a été détruit en 1792 en relation avec la nouvelle destination du bâtiment.
En 1780, il exécute quatre dessus de porte en stuc représentant les Muses, qui ornent le boudoir de la reine Marie-Antoinette, au château de Fontainebleau : « La Poésie lyrique et la Poésie épique », « La Science et le Commerce », « La Musique » et « Le Drame et la Comédie »; les maquettes en terre-cuite de ces œuvres sont conservées au Musée des arts décoratifs de Paris.
Il est mort le 2 novembre 1781, à Paris, et enterré dans le cimetière de l’église Saint-Séverin.